# Prehistoric Peeps
Prehistoric Peeps è un cortometraggio muto del 1905 diretto da Lewin Fitzhamon. Prende il nome da una popolare serie di cartoon scritti e disegnati da Edward Tennyson Reed all'inizio degli anni novanta del 1800 che apparvero pubblicati sul Punch.
Viene generalmente considerato il primo film sui dinosauri, anche se furono usati dei semplici costumi da pantomima.

## Trama
Uno scienziato sogna di vivere un'avventura tra mostri preistorici. Sceso in una grotta piena di stalattiti, si addormenta. Un mostro prende vita e lo insegue nonostante lui cerchi di colpirlo sparando con la rivoltella. L'inseguimento prosegue in superficie finché il mostro non soccombe. Il professore viene circondato da un gruppo di donne preistoriche che abitano in capanne di paglia. Fuggono via quando appaiono altri mostri che danno loro la caccia. 
La moglie del professore lo trova immerso nel sonno nel suo laboratorio, circondato da fossili, e lo sveglia con un sifone pieno di soda.

## Produzione
Il film fu prodotto dalla Hepworth.

## Distribuzione
Distribuito dalla Hepworth, il film - un cortometraggio della durata di quattro minuti - uscì nelle sale cinematografiche britanniche nell'agosto 1905.